# 蒙特莱昂内-迪斯波莱托
蒙特莱昂内-迪斯波莱托（義大利語：Monteleone di Spoleto），是意大利翁布里亚大区佩鲁贾省的一个市镇。总面积61.58平方公里，人口有648人（2010年），人口密度10.5人/平方公里（2009年）。ISTAT代码为054031。